# Royal Rota
Royal Rota o "rotazione reale" in italiano, è un sistema di accreditamento esclusivo, organizzato dalla News Media Association, il cui obiettivo è quello di coprire tutti gli eventi legati alla monarchia britannica, siano essi attività nel Regno Unito o all'estero.
Il sistema Royal Rota, creato 40 anni fa, fornisce materiale alla stampa britannica o ai media radiotelevisivi che non possono essere presenti a tali eventi, o che hanno un interesse in essi, a cui gli audio, le fotografie o le video registrazioni forniti sono forniti gratuitamente. carica di cui hanno bisogno. L'idea di questo sistema è che solo un piccolo numero di giornalisti partecipi alle attività reali, in modo da non interferire con le attività reali e l'apparato di sicurezza, garantendo nel contempo una copertura completa. Il sistema è anche considerato un pool di stampa.

## Presenza ad eventi reali
Sul suo sito web ufficiale, la News Media Association indica che questo sistema Royal Rota è stato istituito perché: "A causa di limitazioni di spazio e sicurezza, è raro che sia possibile consentire a tutti i media che vogliono coprire un impegno reale e avere lo stesso accesso al evento. Pertanto, avrebbe dovuto essere introdotto un sistema di rotazione o raggruppamento, in base al quale ai rappresentanti di ciascun settore dei media pertinente viene offerta l'opportunità di coprire un evento, con la consapevolezza che condivideranno poi tutto il materiale ottenuto con altri membri del tuo settore che richiedilo”. Detto materiale deve essere consegnato gratuitamente ai media non presenti. La News Media Association ha diverse piattaforme digitali, sotto il nome "Royal Rota", dove vengono pubblicati numerosi podcast e registrazioni video.
Tuttavia, ad alcune attività reali si accede solo a un numero minimo di giornalisti, preferibilmente membri della stampa scritta.
La maggior parte dei giornali del Regno Unito sono collegati alla News Media Association, ma il sistema Royal Rota convoca solo i principali, quindi i gruppi giornalistici sono composti sia da giornalisti di giornali di broadsheet o seri, sia da giornalisti di tabloid o tabloid giornali.

## Il caso del Duca e della Duchessa del Sussex

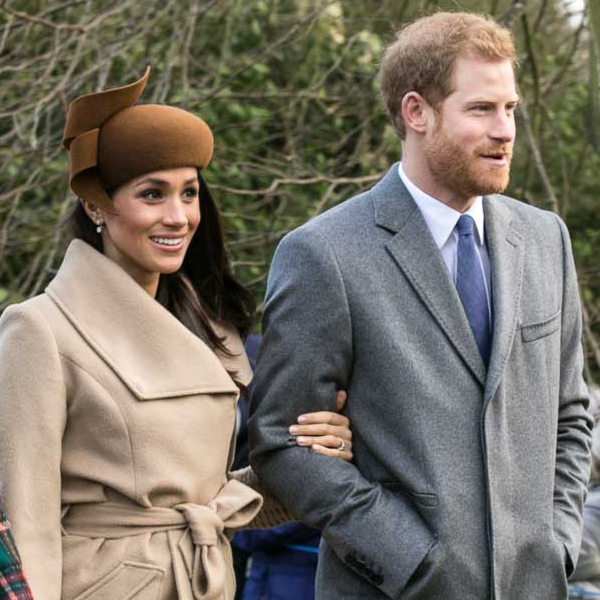
Meghan Markle e Harry del Sussex il 25 dicembre 2017

La questione del sistema Royal Rota, e in particolare l'accompagnamento permanente dei membri della monarchia britannica, ha acquisito notorietà, in seguito all'annuncio di Enrique de Sussex (meglio noto come Principe Harry) e di sua moglie Meghan, che ha pubblicato un messaggio congiunto l'8 gennaio 2020, in cui entrambi esprimono la loro intenzione di allontanarsi dalle attività ufficiali della monarchia britannica, anche prendendo le distanze da tutti i gruppi giornalistici.
In un evento senza precedenti, all'interno della rigida etichetta della famiglia reale britannica, Harry e Meghan hanno utilizzato il proprio sito web personale per fare questo annuncio per pubblicizzare la loro decisione. Oltre a segnalare il loro allontanamento dalla monarchia e che vivranno con il figlio Archie tra il Nord America e il Regno Unito, il portale privato dei duchi ha ampiamente dettagliato le loro obiezioni al funzionamento del sistema della Royal Rota, sotto il titolo "MEDIA".

### Rapporti distorti
All'interno dello stesso messaggio congiunto, hanno denunciato quella che per loro è una contraddizione tra il lavoro dei giornalisti che li accompagnano e hanno accesso personale a Harry e Meghan, e ciò che i loro media decidono finalmente di pubblicare, dopo essere passati per le mani degli editori. editorialisti.
Inoltre, Harry e Meghan non hanno perso l'occasione per evidenziare la strana circostanza per cui, vista l'attuale conformazione del sistema Royal Rota, ben 4 dei 7 media che seguono la coppia, sono rappresentanti della stampa scandalistica, pertanto, nella loro dichiarazione, i duchi menzionano che preferiscono lavorare con altri media, come la National Geographic Magazine.

### Molestie e razzismo
Nell'autunno del 2018 il Duca di Sussex, sull'aereo di ritorno nel Regno Unito, disse a un piccolo gruppo di giornalisti che lo avevano accompagnato in un viaggio di 16 giorni attraverso il Sud Africa, insieme a sua moglie Meghan: "Grazie per essere venuto, anche se non sono stati invitati". Questo incidente ha rivelato il malcontento di Harry nei confronti dei giornali scandalistici, che all'epoca stavano pubblicando attacchi contro sua moglie. Inoltre, l'assedio includeva commenti di un annunciatore della BBC, il quale ha detto in onda che il figlio di Harry e Megan sembrava "uno scimpanzé", e altre note razziste più o meno camuffate che sono cadute sulla duchessa californiana che ora fa parte del Monarchia britannica. Il Mail on Sunday, media legato all'ormai contestato sistema Royal Rota, è stato citato in giudizio dallo stesso Enrique de Sussex, dopo aver pubblicato commenti razzisti su sua moglie e sul tipo di genetica che avrebbe apportato alla famiglia reale. In effetti, Rachel Johnson di Mail on Sunday ha scritto: "I Windsor addenseranno il loro sangue azzurro e acquoso. La pelle chiara e i capelli rossi degli Spencer saranno abbinati a un DNA ricco ed esotico". Inoltre, Megan Markle ha anche citato in giudizio il Mail on Sunday poiché il tabloid ha pubblicato una lettera privata tra lei e suo padre. Ecco perché Harry ha voluto fermare questi attacchi alla vita privata, tenendo presente la tragica esperienza che ha portato alla morte di sua madre, Lady Di, nel bel mezzo di un inseguimento di paparazzi, quindi è stato molto enfatico.

### Limitazioni imposte

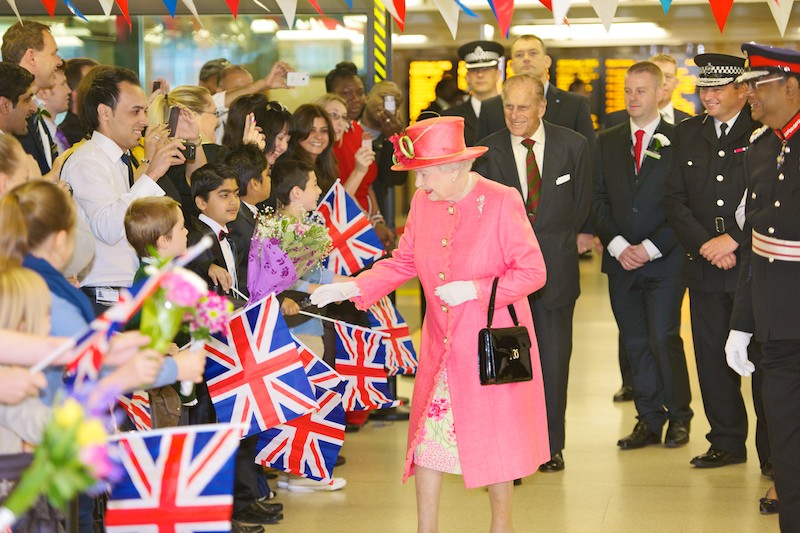
La regina Elisabetta II, accompagnata da Filippo, Duca di Edimburgo, a Birmingham (Diamond Jubilee tour 2012)

Il sistema Royal Rota in pratica ha funzionato come una sorta di élite giornalistica, contro la quale la coppia si è ribellata, quindi, secondo la rivista giornalistica Columbia Journalism Review: “Harry e Meghan non stanno divorziando così tanto dalla loro famiglia, stanno divorziando dalla stampa britannica». In qualche modo, quei pochi giornalisti che viaggiano su aerei e veicoli ufficiali in tutto il mondo rappresentano un modo di fare giornalismo che ora potrebbe, alla fine, essere in pericolo. La coppia, infatti, ha annunciato che dalla primavera 2020 utilizzeranno i propri social network per comunicare, precedentemente non autorizzati dall'esclusività del sistema Royal Rota, che non consente alla famiglia reale di diffondere fotografie di eventi reali al di fuori del sistema. Ma l'attuazione di questa forma di comunicazione era avanzata ei duchi hanno già iniziato a pubblicare informazioni e immagini delle loro attività di beneficenza, dal Canada.
La coppia è stata anche molto chiara che, non continuando più con le pratiche imposte dal sistema Royal Rota, hanno adottato una gestione comunicativa conforme alle tecnologie del XXI secolo.

### Reazioni alla decisione
Immediatamente i clamorosi tabloid britannici, corazzate all'interno della Royal Rota, sono esplosi in reazioni virulente, prima della decisione di Harry e Meghan, di porre fine allo status quo. Contro la duchessa del Sussex, dunque, sono sorte subito discussioni di ogni genere, anche parlando di un "Megxit", puntando tutte le sue batterie giornalistiche contro la persona di Meghan Merkle. Alcuni attacchi pubblici hanno raggiunto un tale risentimento e disprezzo che i cittadini britannici hanno reagito negativamente contro questi media. Così un lettore ha twittato: "Non mi aspettavo che Meghan Markle sostituisse l'Iran come il più grande cattivo dell'Occidente entro 24 ore".
C'è chi ritiene comprensibile che la coppia voglia sottrarsi al severo scrutinio dei media britannici, in particolare con Meghan, ma allo stesso tempo sostiene che i media britannici siano stati generosi con i duchi, dedicando copertine e un favore molto favorevole. copertura, per così dire, il caso del tuo matrimonio. E ricordano anche che la Royal Rota ha accettato, nel 2007, di non rivelare che Harry stava prestando servizio per le forze militari britanniche di stanza in Afghanistan, per preservare la sicurezza del duca.

### Rivendicazione dell'Unione
Il sistema Royal Rota non sarà più chiamato dalla coppia di Dukes of Sussex, che si limiterà a citare, nelle loro parole, i media indipendenti, seri e specializzati nelle cause umanitarie che sostengono; Tutto ciò colpisce duramente l '"ecosistema" dei tabloid. Di fronte a questa situazione insolita, l'Unione Nazionale dei Giornalisti (NUJ), ha rilasciato una energica dichiarazione di protesta, aspirando a continuare a lavorare in modo tradizionale, sia con i reali che con il governo britannico, poiché ne ha approfittato il primo ministro Boris Johnson giorni da mettere a distanza anche con la stampa.
Tuttavia, l'Unione nazionale britannica dei giornalisti, oltre a "esprimere preoccupazione" per i nuovi piani del duca e della duchessa del Sussex, avverte: "Il sistema di rotazione non è perfetto, ma consente ai media britannici di coprire il regno britannico famiglia, un'istituzione mantenuta con denaro pubblico. Non possiamo accettare una situazione in cui i giornalisti che scrivono sul Duca e la Duchessa del Sussex possono farlo solo se hanno il sigillo reale di approvazione", ha affermato Michelle Stanistreet, Segretario generale della NUJ.
Nonostante tutto, alcuni hanno capito che ciò che Enrique de Sussex e sua moglie Meghan Markle hanno alla fine ottenuto è: "diventare indipendenti dai tabloid britannici".

### Gruppo principale
Il nucleo centrale della Royal Rota è composto dai giornali: Daily Express, Daily Mail, Daily Mirror, Evening Standard, The Daily Telegraph, The Times e The Sun.

## Altre attività
La Royal Rota organizza anche eventi speciali per i suoi membri, come il concorso fotografico annuale, a cui il pubblico partecipa votando le immagini che ha trovato più interessanti. La Royal Rota ha anche un proprio sistema di accreditamento stampa per professionisti, giornalisti, fotografi e reporter indipendenti (freelance), riconosciuto sia dalla polizia britannica che dal Ministero della giustizia britannico. La Royal Rota ha anche un registro delle agenzie di stampa, offrendo ai suoi membri un'app di servizi multimediali.